# Tanacetum cinerariifolium

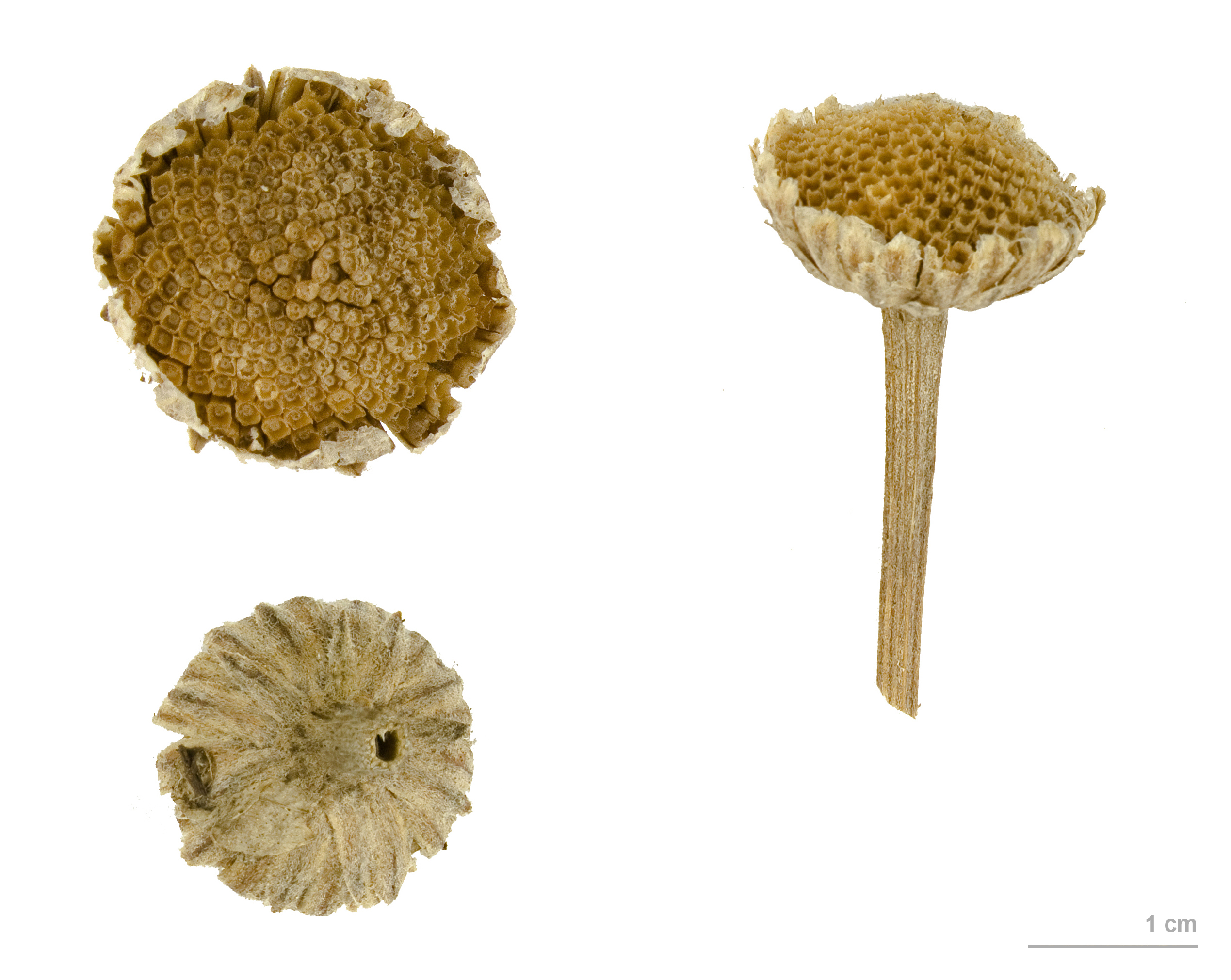
Tanacetum cinerariifolium

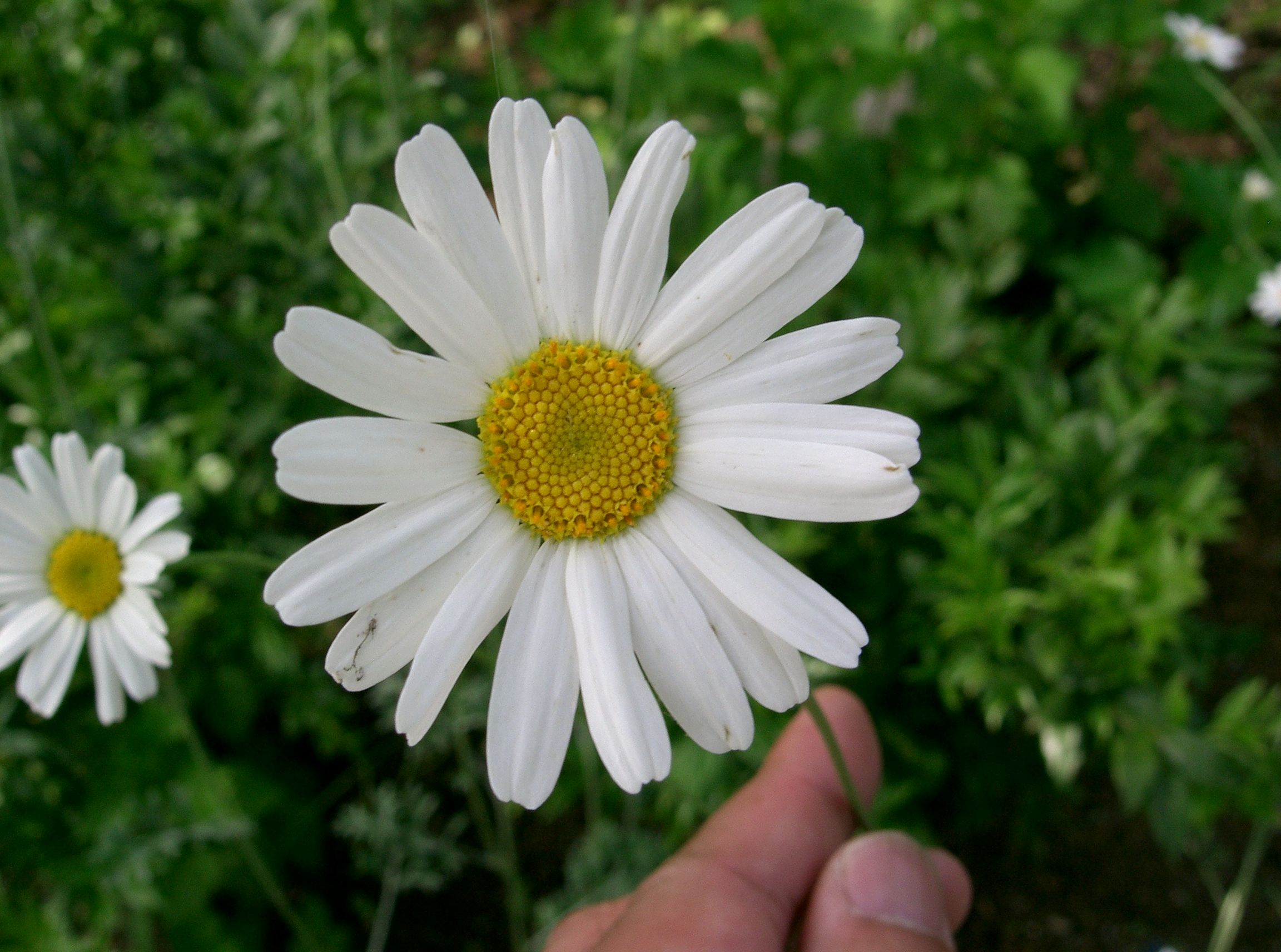
Detalle de la flor

El piretro o pelitre de Dalmacia (Tanacetum cinerariifolium  sin. Chrysanthemum cinerariaefolium Vis.) es una planta de hoja perenne de la familia de las asteráceas, nativa de Dalmacia; es parecida a una margarita, con vistosas flores blancas, rosas o rojas.
La flor es buena para usarla como una flor duradera tras ser cortada para un ramo. La planta volverá a reflorar en el verano tardío si es podada.

## Usos
La planta es importante económicamente como una fuente natural de insecticidas. Las flores son pulverizadas y los componentes activos, llamadas piretrinas, contenidos en las cubiertas de las semillas, son extraídos y vendidos en forma de oleorresina. Este componente es aplicado como una suspensión en agua, aceite o como polvo.
Las piretrinas atacan el sistema nervioso de los insectos, afectando los enlaces interneuronales y debido a esto impiden que los mosquitos hembras piquen. Cuando no están presentes en cantidades fatales para los insectos, siguen actuando como repelentes. Son dañinos para los peces, pero son mucho menos peligrosos para los mamíferos y pájaros que muchos otros insecticidas sintéticos y no son persistentes, resultando ser biodegradables e incluso fotobiodegradables. Se les considera entre los insecticidas más seguros para usar cerca de la comida. 
Kenia produjo el 90% (cerca de 6.000 t) del piretro del mundo en 1998, pero la producción en Tanzania está creciendo.
Los piretroides son insecticidas sintéticos basados en el piretro natural: un ejemplo es la permetrina. Una formulación común de las piretrinas es en preparados que contienen el compuesto químico sintético butóxido de piperonilo: tiene el efecto de mejorar la toxicidad contra los insectos y acelerar los efectos comparados con los piretroides solos. Estas formulaciones se conocen como piretrinas sinergizadas.

## Taxonomía
Tanacetum cinerariifolium fue descrita por  (Trevir.) Sch.Bip. y publicado en Ueber die Tanaceteen: mit besonderer Berücksichtigung der deutschen Arten 58. 1844.
Etimología
Tanacetum: nombre genérico derivado del latín medieval "tanazita" que a su vez proviene del griego "athanasia" (= inmortal, a largo plazo), que probablemente indica la larga duración de la inflorescencia de esta planta, en otros textos se refiere a la creencia de que las bebidas a base de las hojas de esta planta confiere la vida eterna.

cinerariifolium: epíteto latino que significa "con hojas color ceniza".
Sinonimia
- Chrysanthemum cinerariifolium (Trevir.) Vis.
- Chrysanthemum rigidum Vis.
- Chrysanthemum turreanum Vis.
- Pyrethrum roseum M.Bieb.
- Chrysanthemum coccineum Willd.
- Tanacetum coccineum ( Willd. ) Grierson[4]